# São Lourenço do Sul
São Lourenço do Sul è un comune del Brasile nello Stato del Rio Grande do Sul, parte della mesoregione del Sudeste Rio-Grandense e della microregione di Pelotas.